# Forskning och utbildning i Stockholm

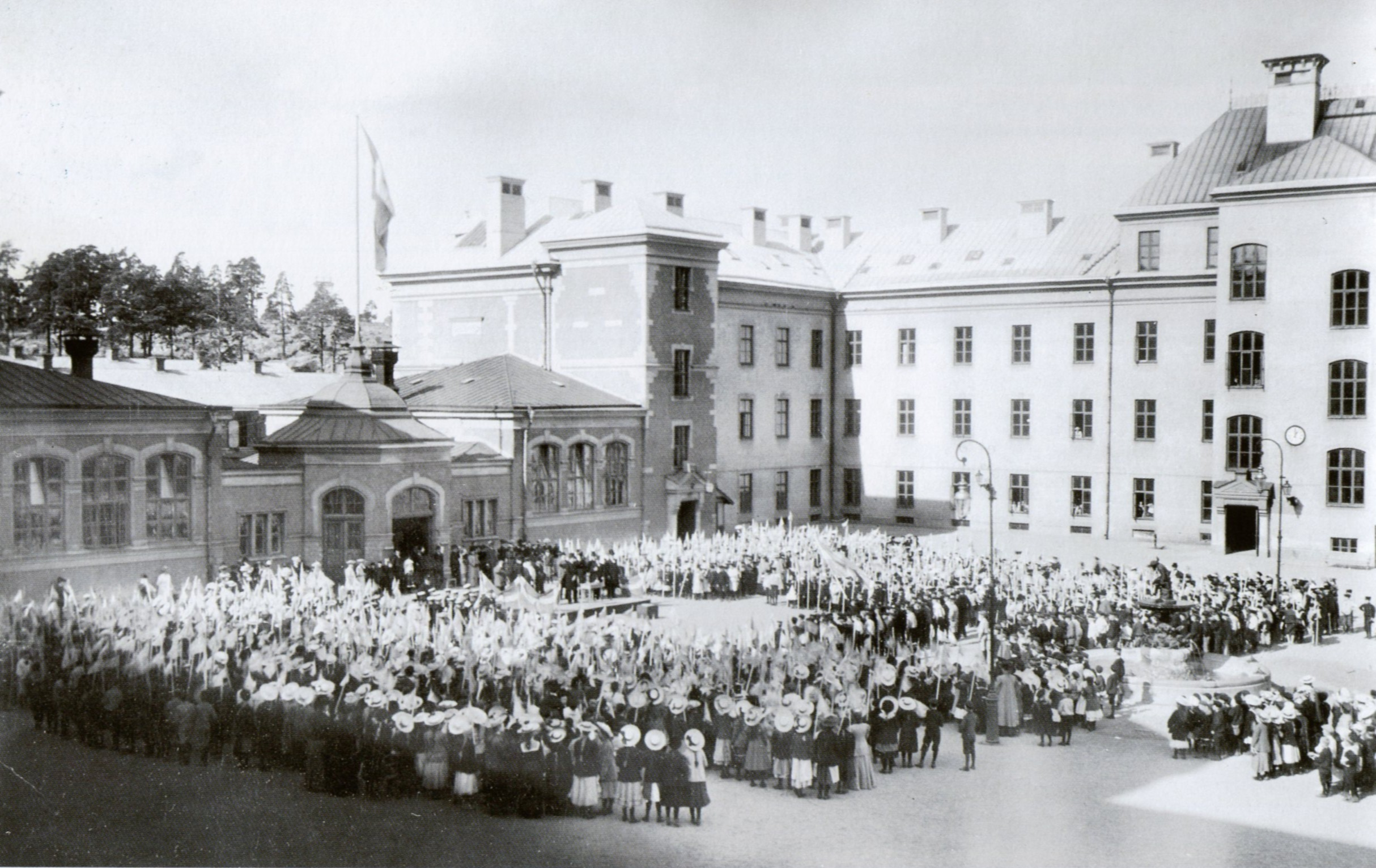
Kungsholms folkskola, skolgården omkring 1912.

Forskning och utbildning i Stockholm började med medeltidens klosterskolor och 1600-talets trivialskolor. Academia stockholmensis var en tidig högskola, som bildades av kung Johan III år 1576 i Stockholm men flyttades 1593 till Uppsala universitet. Under 1700-talet grundades flera högskolor och akademier, som Kungliga Akademien för de fria konsterna (1735), Kungliga Vetenskapsakademien (1739), Dramatens elevskola (1787) och Militärhögskolan Karlberg (1792).
Sofia folkskola på Södermalm invigdes 1818 och var den första folkskola som byggdes på stadens initiativ. Redan innan den allmänna skolplikten infördes 1842 fanns redan ett fyrtiotal offentliga skolor, där barn från både arbetar- och medelklass fick sin (frivilliga) undervisning.
Stadens största utbildningsplats är Stockholms universitet. Den centrala verksamhet flyttade under 1970-talet från Stockholms innerstad till Frescati, men redan sedan 1960-talet började universitetets campusområde anläggas. 2009 hade universitetet över 27 400 studerande.

## Historik

### Från medeltid till 1800-talet

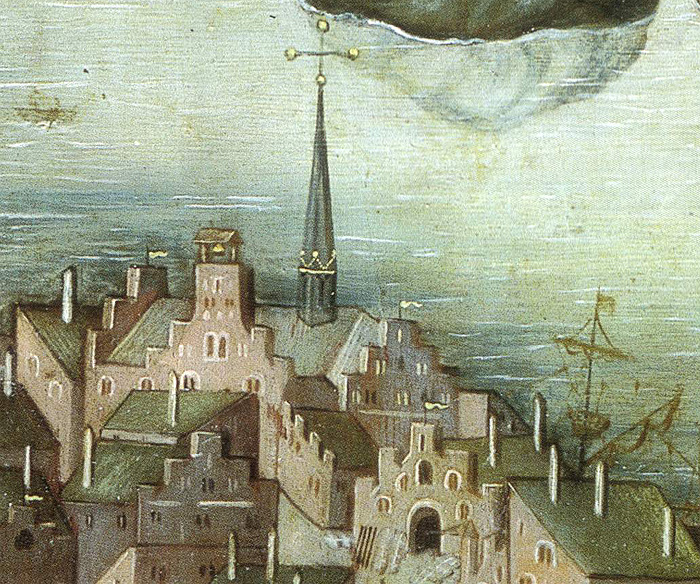
Svartbrödraklostret på Vädersolstavlan 1535. Här låg en av Stockholms medeltida utbildningsplatser.

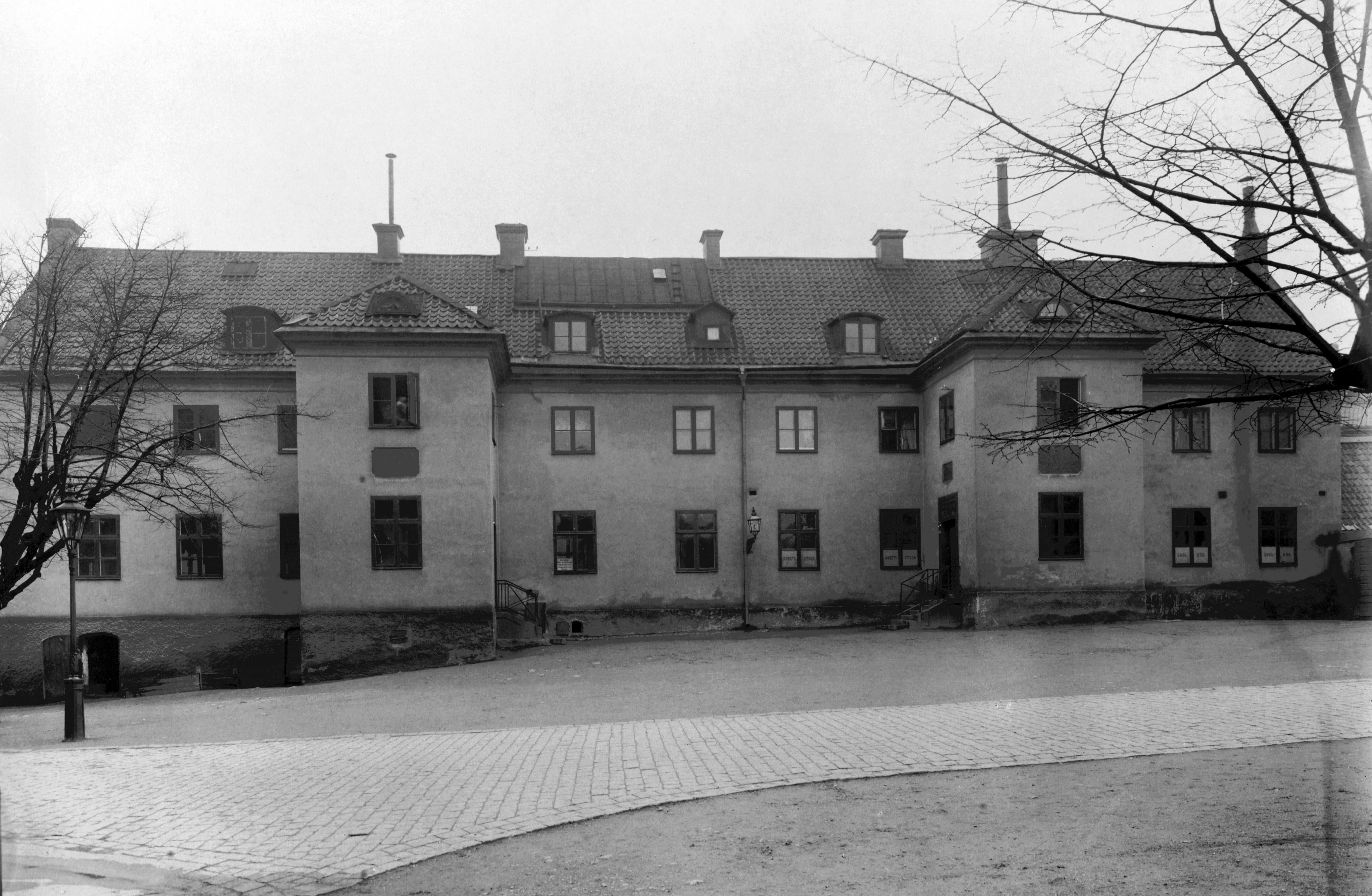
Klara skolan grundades 1649, skolbyggnaden på ett fotografi från 1903.

På medeltiden stod klostrens klosterskolor traditionellt för utbildning och forskning, så även i Stockholm. I Stockholm fanns två klosterskolor; vid franciskanernas Gråbrödraklostret på Riddarholmen och vid dominikanernas Svartbrödraklostret vid Svartmangatan. I klosterskolorna fick barnen utbildning i latin, läsning, skrivning och naturligtvis religion. Själva undervisningen ansvarade munkar och all undervisning på klosterskolorna skedde på latin.
En tidig skolform var trivialskolor ("lägre" lärdomsskolor och latinskolor som meddelade undervisning). En av dem var Nicolai skola som är dokumenterad sedan 1315 men tros ha funnits från slutet av 1200-talet och anses vara stadens äldsta skola utöver klosterskolorna. Andra trivialskolor i Stockholm var bland andra Klara skola (grundad 1649), Maria trivialskola (1654) och Jacobs trivialskola (1659). 1640 startades Stockholms första gymnasiet, det flyttades dock till Gävle då man ansåg gymnasiet som överflödigt eftersom man saknade elever.
Tyska skolan startades redan på 1580-talet och hade då sin undervisning på en av läktarna inne i Tyska kyrkan. Snart skaffade man lokaler i hörnet Själagårdsgatan och Tyska skolgränd (därav namnet). År 1653 byggdes skolan ut då antalet elever stadigt ökat och adressen blev nu Tyska skolgränd 4.
Collegium regium Stockholmense (även Academia stockholmensis) var en teologisk högskola, som grundades av Johan III år 1576 i Stockholm. Lokalen låg i Gråbrödraklostret på Riddarholmen. 1583 var det nästan uteslutande en bildningsanstalt för unga präster. Arbetet gick dock tämligen trögt mycket på grund av osäkerhet i den ekonomiska ställningen och de förföljelser, som drabbade lärarna. 1593 förflyttades Stockholmskollegiets professorer till Uppsala universitet.
På 1700-talet och under Gustav III:s tid tillkom flera nya utbildningsplatser med konstnärlig anknytning, som Kungliga Akademien för de fria konsterna (1735), Kungliga musikhögskolan (1771), Dramatens elevskola (1787). Militärhögskolan Karlberg grundades 1792 och är därmed världens äldsta krigsakademi som funnits på samma plats och med samma funktion.
Kungliga Vetenskapsakademien grundades 1739, och deras uppgift är att främja vetenskaperna och stärka deras inflytande i samhället. Av hävd tar akademien särskilt ansvar för naturvetenskap och matematik. I enlighet med Alfred Nobels testamente utdelas sedan 1901 Nobelprisen i fysik och kemi av Kungliga Vetenskapsakademien. Under Kungliga Vetenskapsakademin lyder Bergianska trädgården som sedan mitten av 1700-talet bedriver forskning rörande botanik.
På 1790-talet öppnade i Storkyrkoförsamlingen en skola för fattiga pojkar och flickor som var avgiftsfri. Denna kan betraktas som en föregångare till folkskolan.
Under 1700-talet fanns många föregångarna till flickskolor, så kallade flickpensioner eller mamsellskolor i staden, så som till exempel Johanna Lohms pension, som beskrivs som den främsta skolan för flickor i Stockholm under sengustaviansk tid.

### Från 1800-talet till nutid

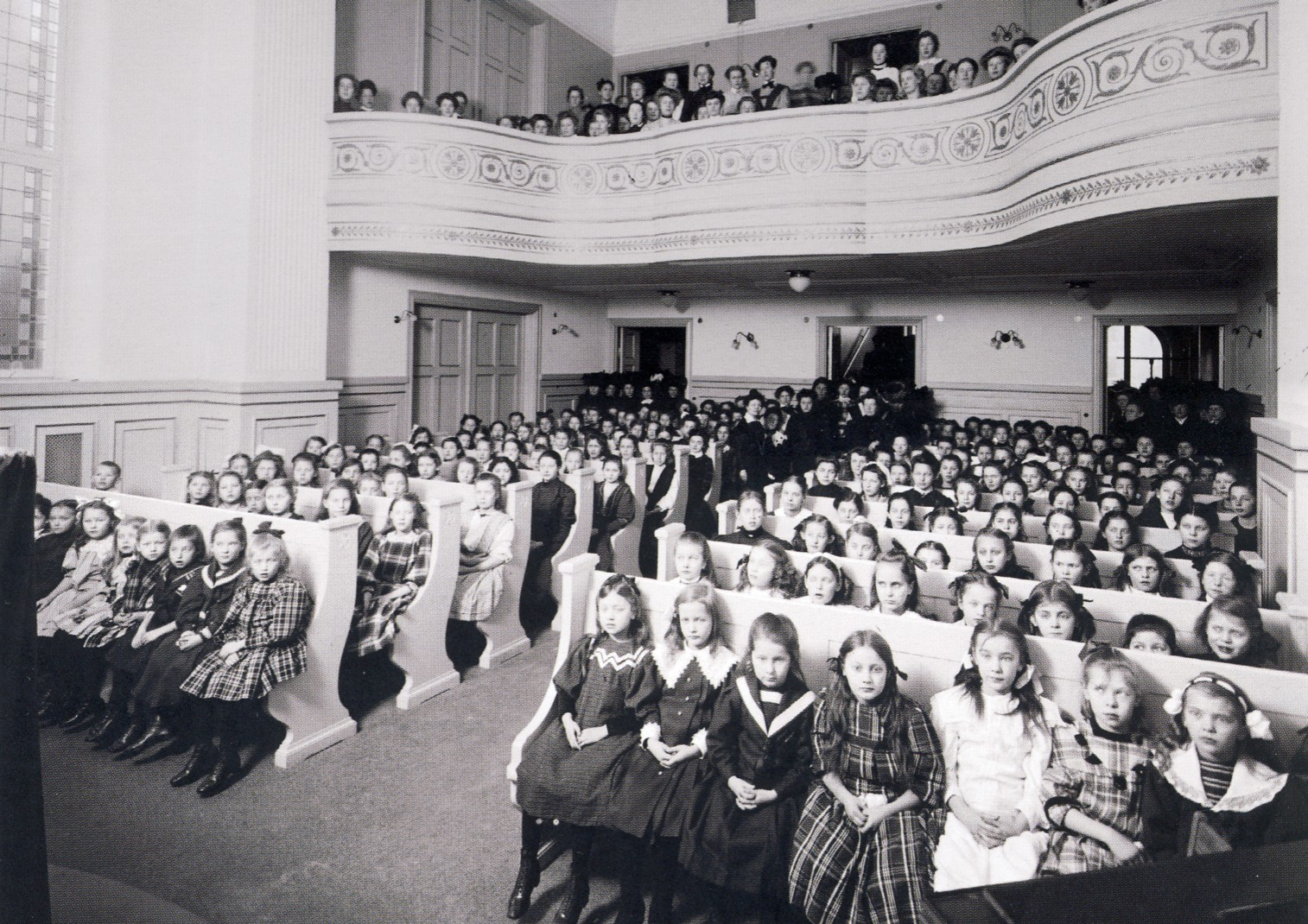
Bönsalen i Wallinska skolan 1908.

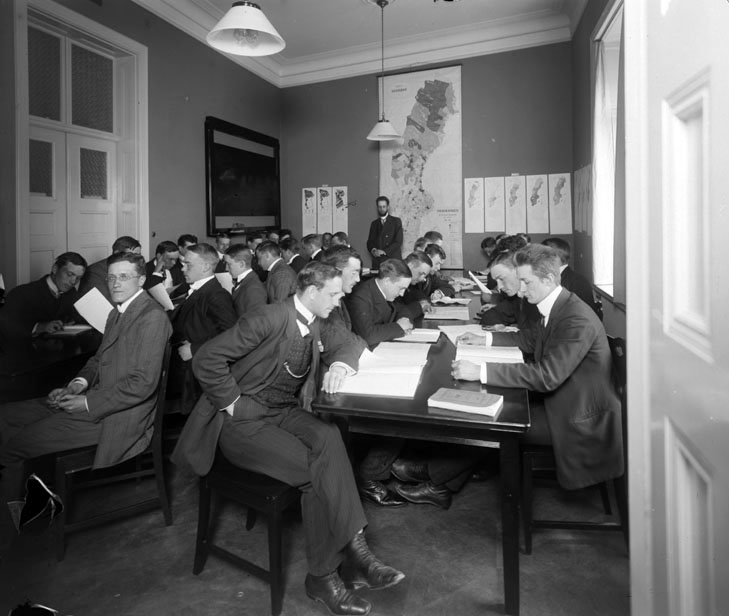
Handelshögskolan, 1911

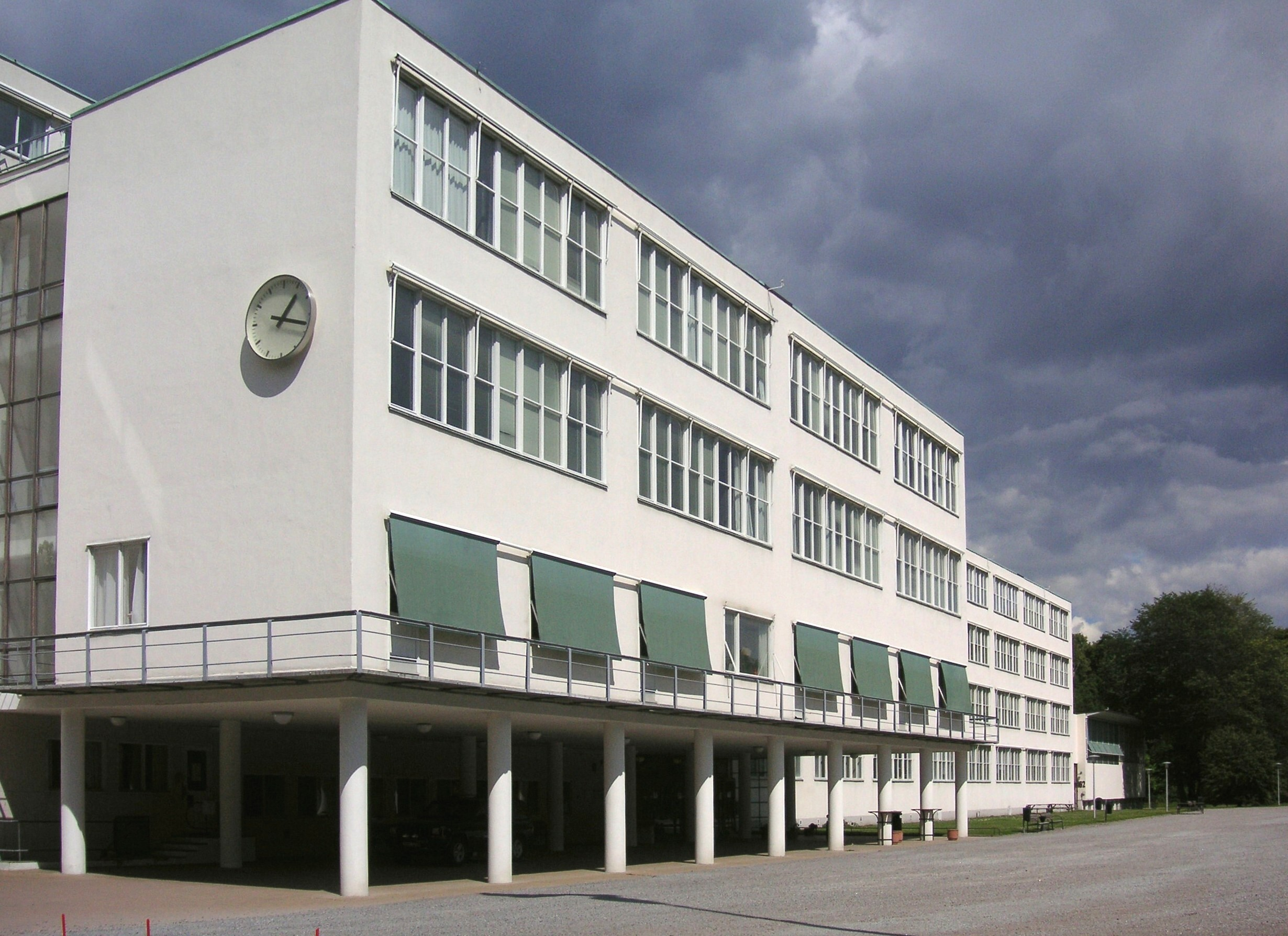
Högre Allmänna Läroverket för flickor å Norrmalm, 1936, foto från 2008.

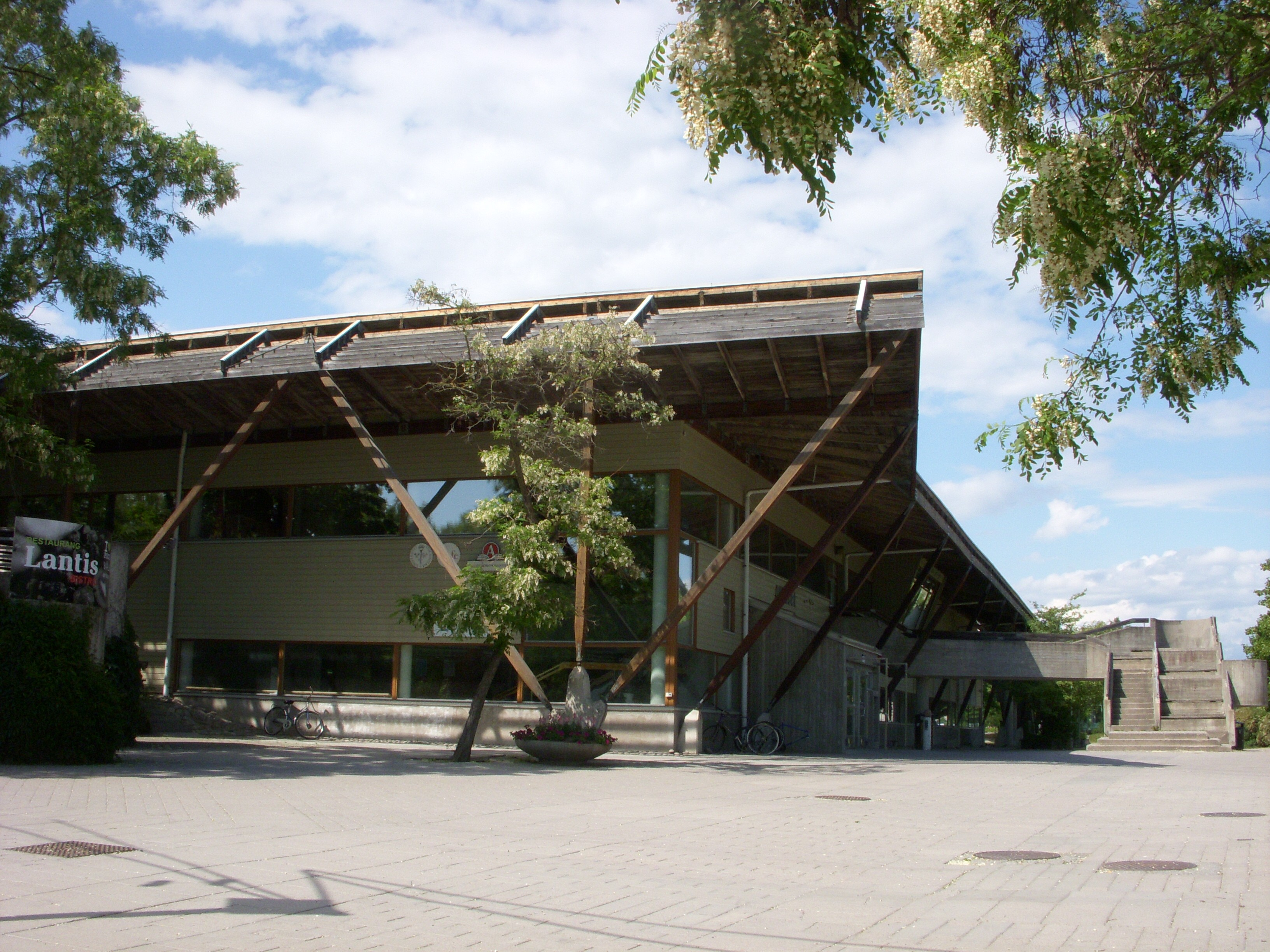
Allhuset Stockholms universitet 2010.

Sofia folkskola på Södermalm, som invigdes 1818 var den första folkskola som byggdes på stadens initiativ. Wallinska flickskolan var den äldsta flickskolan i Stockholm och grundades 1831 av historieskrivaren Anders Fryxell i en lokal på Stora Nygatan 20, på uppmaning av Johan Olof Wallin.
Stockholms Gymnasium öppnade den 4 oktober 1821 i Trivialskolans gamla lokaler vid Birger jarls torg (Östra Gymnasiehuset) 7 på Riddarholmen. I början var antalet studenter knappt 50 stycken men redan på 1870-talet var det ca 200 studenter inskrivna. Skolan blev sedermera till Norra latin. Den betraktades som Stockholms ledande skola och ett läroverk i Sverige som hade högst anseende. Även läroverksbyggnaden, ritad av Helgo Zettervall och invigd 1877 fick en dyrbar, centralbelägen tomt vid Norra Bantorget.
När Sveriges riksdag år 1842 införde den allmänna skolplikten och beslutade att introducera en då fyra år lång grundskola kom också införandet av flera folkskolor igång. År 1847 öppnade Stockholms församlingar sina åtta första folkskolor och det var kyrkan som var huvudman för dessa. Men innan dess fanns redan ett fyrtiotal offentliga skolor, där barn från både arbetar- och medelklass fick undervisning.
Den sexåriga skolplikten introducerades 1882 och då kom skolhusbyggen igång på allvar. Flera stora "folkskolepalats" uppfördes runtom i staden, i regel strängt uppdelat på "flickor" och "gossar", bland dem fanns Katarina södra skola (1888), Matteusskolan (1902), Kungsholmens realskola (1908), Blommensbergsskolan (1890-1920) och Sofia skola (1910). Runt sekelskiftet 1900 fanns 36 000 skolpliktiga barn i Stockholm, av dem gick 75% i folkskolor medan cirka 6 000 barn från välsituerade hem fick privatundervisning.
År 1842 startade utbildningen vid Navigationsskolan i Stockholm och 1907 uppfördes skolans byggnad vid Stigbergsgatan 30 på Södermalm. Skolan bytte namn till Sjöbefälsskolan 1951 och lades ner 1982. Numera finns Ersta Sköndal högskola i byggnaden.
Frans Schartaus handelsinstitutets första byggnad låg vid Fjällgatan 23 och uppfördes 1863-1864 Skolan öppnades höstterminen 1865. Skolans målsättning var att tillfälle skulle lämnas ynglingar, som vill ägna sig åt köpmansyrket, att inhämta därför nödiga kunskaper mot erläggandet av en lägre avgift. En annan ärevördig handelsskola är Handelshögskolan i Stockholm som grundades 1909 på initiativ av det svenska näringslivet, och är därmed Sveriges äldsta handelshögskola.
På 1930- 1940- och 1950-talen uppfördes många moderna "läroverk", som Södermalmsskolan (1935-36), Zinkensdammsskolan (1936), Polhemsgymnasiet (1938), Statens normalskola (1949) och Åsö gymnasium (1950). Ofta var det för tiden välkända arkitekter som ritade de nya skolbyggnaderna i modernismens formideal, bland dem Paul Hedqvist, David Dahl, Nils Ahrbom och kollegan Helge Zimdahl. Zimdahl stod även som arkitekt för Högre Allmänna Läroverket för flickor å Norrmalm vid Sveaplan, en funktionalistisk skapelse från 1936. Idag inrymmer det Socialhögskolen och tillhör Stockholms universitet.
Stadens största utbildningsplats är Stockholms universitet det grundades som Stockholms högskola år 1878. Den centrala verksamhet flyttade under 1970-talet från Stockholms innerstad till Frescati, men redan sedan 1960-talet började universitetets campusområde anläggas på Frescati med det enorma glasklädda byggkomplexet Södra huset efter David Helldéns ritningar. Komplexet som består av sex skivhus var avsedd att inhysa fakulteten för humanistiska och samhällsvetenskapliga ämnen. Ett annat uppmärksammat byggnadsverk på universitetsområdet är Arrheniuslaboratoriet ritat av Carl Nyrén i strukturalismens arkitektur och färdig 1973. Det är namngivet till minne av den svenske kemisten och nobelpristagaren Svante Arrhenius.
Sedan dess har många byggnader för olika institutioner uppförts på Frescatis campusområde, särskilt bör nämnas  Ralph Erskines lekfulla arkitektur som Stockholms universitetsbibliotek, Allhuset, Aula Magna och Juristernas hus. 2009 hade universitetet över 27 400 studerande. Det blir även allt svårare att skaffa fram passande studentbostäder i Stockholm. År 2008 fanns i Stockholm 8 858 bostäder för studenter, samtidigt som 22 541 stod i kö.
Kista är sedan 1980-talet känt som Sveriges största centrum för informationsteknologi. Här ligger huvudkontoret för Ericsson samt Sverigekontoren för bland andra IBM och Nokia. I Campus Kista finns filialer till Kungliga Tekniska högskolan och Stockholms universitet med cirka 5 000 studenter. Kista Science City med Kista Science Tower har den högsta koncentrationen av forskare inom informationsteknologin i norra Europa. Här verkar över tusen forskare inom forskning och utveckling.

## Institutioner
Förutom Stockholms universitet ligger i Stockholm två av Sveriges största universitet; Karolinska institutet (medicin) och Kungliga Tekniska högskolan (teknik och naturvetenskap). I staden finns dessutom en lång rad högskolor, bland dem Beckmans Designhögskola, Dans- och cirkushögskolan, Dramatiska Institutet, Försvarshögskolan, Gymnastik- och idrottshögskolan, Kungliga Konsthögskolan, Konstfack, Kungliga Musikhögskolan, Röda Korsets högskola, Södertörns högskola, Teaterhögskolan och Teologiska högskolan.

### Ranking
I en internationell jämförelse från år 2008 av världens 500 främsta utbildningsplatser, som utförs varje år av Center for World-Class Universities vid Shanghai Jiao Tong-universitetet i Shanghai ligger Karolinska institutet på plats 51 (i Sverige plats 1) och Stockholms universitet på plats 86 (i Sverige plats 3 efter Uppsala universitet). KTH hamnar enligt denna lista tillsammans med Chalmers, Göteborgs universitet och Umeå universitet på plats 201-302 i världen. I urvalskriterierna ingår personal, utmärkelser, citeringar, forskningsresultat, storlek och kvalité på utbildningarna.

## Organisation
Medan universitet och högskolor är en statlig angelägenhet och lyder under utbildningsdepartementet, ligger skolor och förskolor inom kommunernas ansvarsområde. 
Nuvarande (2010) skolborgarråd i Stockholm är Lotta Edholm (FP). Inom skolroteln är hon  ansvarig för stadens skol- och förskolefrågor. Hon är även ordförande i utbildningsnämnden.